# Демидово (Одесская область)
Демидово (укр. Демидове) — село, центр сельского Совета, в Березовском районе Одесской области Украины. Сельсовету подчинено только село Демидово. Расположено на правом берегу реки Тилигул, в 26 км от районного центра, в 18 км от железнодорожной станции Рауховка на линии Одесса — Колосовка и в 2 км от автодороги Одесса — Андреево-Ивановка. Занимает площадь 3,96 км². Население по переписи 2001 года составляло 1029 человек. Почтовый индекс — 67312. Телефонный код — 4856.Код КОАТУУ — 5121281601.

## История
В 1822 г. тайный советник Н.Демидов купил деревню Павловку, населенную украинцами, в которой было 24 двора с 63 душами мужского пола. Демидов переименовал Павловку в Демидово и занялся перестройкой села и заселением из своих вотчин, расположенных в Касимовском уезде Рязанской губернии. Демидово было разбито на три улицы — Малороссийскую, Московскую и Рязанскую. На Рязанской улице были построены каменные дома, в которых расселяли семьи, прибывшие с Рязанской губернии (всего, по архивным данным, были поселены 422 души мужского пола). У себя на родине рязанцы работали преимущественно плотниками, а после переселения их заставили заниматься хлебопашеством. Первоначально, пока переселенцы не обзавелись своим собственным хозяйством, им выдавалось по паре волов, корова, плуг и необходимое пропитание. На Малороссийской улице были поселены местные украинцы — жители села Павловка. Позднее, особенно после отмены крепостного права, население села пополнилось за счет переселенцев из Курской, Саратовской, Калужской губерний, небольшое число жителей приехало из Тамбовской губернии. В 1916 г. в селе насчитывалось 339 дворов и 1621 чел.
Рядом с Демидовым было расположено украинское село Яковлевка, заселявшееся переселенцами из села Нечаевки Херсонской губернии. С ростом дворовой застройки Демидово и Яковлевка сомкнулись, их разделяла лишь искусственная межа, на которой обычно устраивались базары.
В 1958 году села Демидово и Яковлевка были административно объединены в одно село — Демидово.
Согласно сб. «Українська РСР.Административно-теріторіальний поділ на 01 вересня 1946 року» на территории современного Демидовского сельского совета существовали два сельских совета, которые входили в состав Жовтневого района Одесской области:
1) Демидовский сельский совет Жовтневого района Одесской области, в который входили следующие населенные пункты — с. Демидово, хут. Галупов.
2) Яковлевский сельский совет Жовтневого района Одесской области, в который входили следующие населенные пункты — с. Яковлевка, с. Лукашевка, хут. Усатенков.
Согласно сб. «Українська РСР.Административно-теріторіальний поділ на 01 січня 1972 року» в состав Демидовского сельского совета входили следующие населенные пункты — с. Демидово, с Галупов, с. Лукашевка.

## Население и этнический состав
По данным переписи населения Украины 2001 года распределение населения по родному языку было следующим (в % от общей численности населения):
По Демидовскому сельскому совету: русский — 50,58 %; украинский — 47,88 %; молдавский — 0,48 %; армянский — 0,39 %; белорусский — 0,39 %; болгарский — 0,10 %; гагаузский — 0,10 %; румынский — 0,10 %.
По селу Демидово: русский — 50,92 %; украинский — 47,63 %; армянский — 0,39 %; белорусский — 0,39 %; болгарский — 0,10 %; румынский — 0,10 %.
По селу Лукашевка: украинский — 85,71 %; гагаузский — 14,29 %.
Национальный состав села Демидово на основании данных похозяйственных книг за 1967—1968 гг. был следующим:
все население — 1688 чел., из них 54,7 % — русских, 43,5 % — украинцев, прочих — 1,8 %.
всего семей — 574, из них русских — 46,7 %, украинских — 34,2 %, национально смешанных (русско-украинских или украинско-русских) — 16,5 %, национально смешанных (другие национальности) — 2,6 %.

## Местный совет
67312, Одесская обл., Березовский р-н, с. Демидово, ул. Первомайская, 15